# Temur Rajimov
Temur Rajimov (8 de julio de 1997) es un deportista tayiko que compite en judo.
Participó en dos Juegos Olímpicos de verano en los años 2020 y 2024, obteniendo una medalla de bronce en París 2024 en la categoría de +100 kg. En los Juegos Asiáticos de 2022 consiguió una medalla de plata.
Ganó una medalla en el Campeonato Mundial de Judo de 2025 y cinco medallas en el Campeonato Asiático de Judo entre los años 2019 y 2025.

## Palmarés internacional
| Juegos Olímpicos    | Juegos Olímpicos       | Juegos Olímpicos  | Juegos Olímpicos |
| Año                 | Lugar                  | Medalla           | Categoría        |
| ------------------- | ---------------------- | ----------------- | ---------------- |
| 2024                | París (Francia)        | Medalla de bronce | +100 kg          |
| Campeonato Mundial  |                        |                   |                  |
| Año                 | Lugar                  | Medalla           | Categoría        |
| 2025                | Budapest (Hungría)     | Medalla de bronce | +100 kg          |
| Juegos Asiáticos    |                        |                   |                  |
| Año                 | Lugar                  | Medalla           | Categoría        |
| 2022                | Hangzhou (China)       | Medalla de plata  | +100 kg          |
| Campeonato Asiático |                        |                   |                  |
| Año                 | Lugar                  | Medalla           | Categoría        |
| 2019                | Fujairah (EAU)         | Medalla de plata  | +100 kg          |
| 2021                | Biskek (Kirguistán)    | Medalla de bronce | +100 kg          |
| 2022                | Nursultán (Kazajistán) | Medalla de plata  | +100 kg          |
| 2024                | Hong Kong (China)      | Medalla de bronce | +100 kg          |
| 2025                | Bangkok (Tailandia)    | Medalla de bronce | +100 kg          |